# ギュリッポス
ギュリッポス（ギリシア語: Γύλιππος、英語: Gylippus）は、ペロポネソス戦争で活躍した、紀元前5世紀のスパルタの将軍。父クレアンドリダス (Cleandridas) はスパルタ王プレイストアナクスの顧問であったが、紀元前446年にアテナイから賄賂を受け取ったとされてスパルタから追放され、アテナイからの支援を受けてアテナイ人たちが入植していたイタリア半島をヒールのある靴を履いた脚に見立てたときの土踏まずにあたる部分に建設されていたギリシア植民地トゥーリー（古代ギリシア語: Θούριοι、Thurii）へ逃亡した。母親はヘイロタイ（非自由身分）出身であった可能性があり、そうだとすればギュリッポスは本当のスパルタ人ではなく、より身分の低かったモタケス（古代ギリシア語: μόθαξ、mothax）であったことになる。こうした事情にもかかわらず、ギュリッポスは幼い頃から伝統的なスパルタ流の戦士としての訓練を受け、成人するとスパルタ軍の一員に選ばれ、裕福なスパルタ人のパトロンから提供された資金で必要な費用を賄った。不利な背景を抱えた個人にとって、戦争は栄誉と出世を得る好機であった。
アテナイによるシケリア遠征に際し、アテナイを追われたアルキビアデスは、シュラクサイ（シラクサ）支援のために将軍を派遣するようスパルタに要請し、その結果として紀元前414年にギュリッポスが派遣され、その参戦によって戦況は一変した。対峙したアテナイの将軍ニキアス (Nicias) より大胆であったギュリッポスは、戦闘の主導権を握り、アテナイ勢を要衝から追い立てて、攻城戦を仕掛けていたアテナイ方の包囲陣を突き崩した。アテナイは、エウリュメドンとデモステネスが率いる増援部隊を派遣したが、こちらもギュリッポスに敗れ、結局、アテナイのシュラクサイ攻撃は失敗に終わった。
シケリアのディオドロスは、おそらくはティマイオスを踏まえ、ギュリッポスが、捕虜となったアテナイの将軍たちを死刑にするようシュラクサイ市民たちをそそのかしたように記しているが、プルタルコスのニキアス伝 (Plutarch, Nicias, 28) に見えるピリストス (Philistus) という名のシュラクサイ人弁護人の発言や、トゥキディデス (Thucydides vii. 86) によれば、ギュリッポス自身が、捕虜たちをスパルタに連行して勝利の証拠としたいと望み、捕虜たちの命を救おうとしたがうまく行かなかったのだという。

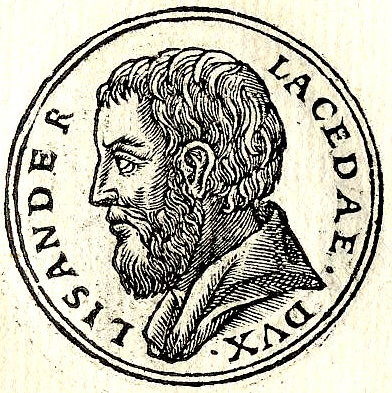
16世紀の硬貨に描かれたリュサンドロスの肖像。

ギュリッポスは、父クレアンドリダスと同じように、金銭的なスキャンダルによって失脚した。リュサンドロスから信任を得ていたギュリッポスは、スパルタのエフォロイ（監督官）たちへ銀貨の財宝を届ける仕事を任されたが、誘惑に負けて荷物の一部を横領した。この一件はやがて露見し、ギュリッポスはスパルタを離れて流浪の身となった。欠席裁判で死刑を宣告されたギュリッポスは、その後の歴史記録から姿を消した。